# Richard Kreß
Richard Kreß (* 6. März 1925 in Niesig; † 30. März 1996 in Frankfurt am Main) war ein deutscher Fußballspieler.

## Laufbahn

### Vereinsebene

#### 1935–1953
Kreß begann seine Karriere beim Fuldaer Traditionsverein FV 1910 Horas in einem Nachbarort seiner damals 160 Einwohner zählenden Geburtsgemeinde Niesig. In Horas spielte er von 1935 bis 1953 als Außenstürmer und wurde dort unter dem Spitznamen „Blitz von Horas“ bekannt. Seinem Heimatverein blieb der Schlossersohn zeitlebens verbunden.

#### 1953–1960
In der Saison 1953/54 wechselte Kreß zu Eintracht Frankfurt. Die Mannschaft spielte seinerzeit in der Oberliga Süd, welche bis zur Saison 1962/63 zur höchsten deutschen Spielklasse im DFB-Gebiet zählte. Bei der Eintracht war Kreß als typischer „Rechtsaußen“ eingesetzt.
Auf Vereinsebene konnte Kreß seine größten Erfolge ab dem Ende der 1950er Jahre feiern. 1959 wurde Kreß mit 34 Jahren Deutscher Fußballmeister. Das im Berliner Olympiastadion ausgetragene Finale gewann die Eintracht in einem Derby gegen die Offenbacher Kickers mit 5:3 n. V.
Ein Jahr später stand Kreß im denkwürdigen Finale des Europapokals der Landesmeister, der heutigen UEFA Champions League. Das am 18. Mai 1960 ausgetragene Endspiel ging aufgrund der hohen Tor- und Zuschauerzahl in die europäische Fußballgeschichte ein. Das Finale im Hampden Park von Glasgow sahen 127.500 Zuschauer. Gegner der Eintracht war Real Madrid, das seinerzeit weltbeste Team, das den seit 1955/56 ausgespielten Pokal bereits vier Mal in Folge gewonnen hatte und damit einziger Titelträger war. Kreß erzielte in der 18. Minute den überraschenden 1:0-Führungstreffer. Zur Halbzeit stand es 3:1 für Real. Am Ende setzte sich Madrid deutlich durch und gewann mit 7:3 den wichtigsten Vereinstitel Europas zum fünften Mal nacheinander. Bei Real trafen Ferenc Puskás vier- und Alfredo Di Stéfano dreimal. Nach dem Heimflug jubelten mehr als 60.000 Menschen der Eintracht auf ihrer Fahrt zum Empfang im Frankfurter Römer zu.

#### 1961–1964
Aufgrund der Zwölfjahreswertung konnte sich der Oberligist Eintracht Frankfurt für die zur Saison 1963/64 neu eingeführte Fußball-Bundesliga qualifizieren. Kreß gehörte zur Startelf im ersten Bundesligaspiel der Eintracht, welches am 24. August 1963 im Waldstadion 1:1 gegen den 1. FC Kaiserslautern endete. Zugleich war er damals mit 38 Jahren der älteste aktive Spieler der Ersten Liga und ist vor Max Morlock und dem Bremer Dragomir Ilic, die ebenfalls beide dem Jahrgang 1925 entstammten, der am frühesten geborene Spieler in der Geschichte der Bundesliga, sowie bis heute der bei seinem ersten Bundesligaspiel älteste Bundesliga-Debütant. Am 29. Februar 1964 wurde Kreß mit seinem Einsatz beim Auswärtsspiel beim 1. FC Köln zudem mit 38 Jahren und 360 Tagen zum ältesten Spieler von Eintracht Frankfurt, der je ein Bundesligaspiel bestritten hat.
1964 beendete Kreß nach einer Erstligasaison, die Frankfurt als Dritter abschloss, seine Fußballerkarriere. Für die Eintracht absolvierte er 573 Punktspiele.
Für die Frankfurter Eintracht erzielte Kreß zwischen 1953 und 1964 mindestens 99 Pflichtspieltore, davon entfielen auf
- Europapokal der Landesmeister (2)
- Bundesliga (2)
- Meisterschaftsendrunden (8)
- Oberliga (68)
- Oberliga-Vergleichsrunde 1955 und 1956 (6)
- nationale und regionale Pokalwettbewerbe (10)
- Deutscher Flutlichtpokal (3).
- Außerdem mit der Stadtauswahl Frankfurt am Main im Messestädte-Pokal (0).

### Nationalelf
Für die deutsche Nationalmannschaft absolvierte der Stürmer zwischen 1954 und 1961 neun Länderspiele und erzielte dabei zwei Treffer. Dabei vergingen nach seinem Debüt, bei dem er bereits 29 Jahre alt war, sechs Jahre, bis er zu seinem zweiten Einsatz kam. Bei seinem ersten Tor – das 1:0 gegen Nordirland in der WM-Qualifikation am 10. Mai 1961 – war er 36 Jahre und 65 Tage alt und ist damit bis heute (Stand 2024) der älteste Debüt-Torschütze der Nationalelf.
Er nahm an sämtlichen Qualifikationsspielen zur WM 1962 in Chile teil und spielte dabei unter anderem mit Spielern wie Uwe Seeler, Willi Schulz, Karl-Heinz Schnellinger oder Hans Tilkowski zusammen.
Schon 1953 hatte Kreß in einem Länderspiel der Amateur-Nationalmannschaft mitgewirkt. Von 1954 bis 1958 absolvierte er darüber hinaus drei Spiele in der B-Nationalmannschaft.

## Neben dem Fußball
Richard Kreß war gelernter Drogist. Nach seinem Wechsel nach Frankfurt war er dort zunächst bei den Gasolin-Werken angestellt. Später betrieb Kreß, gemeinsam mit seiner Frau, eine Drogerie im Oeder Weg in Frankfurt. Man konnte ihm regelmäßig bei seinen Fahrten in der Straßenbahn-Linie 18 zum Training auf dem Eintrachtplatz im Riederwald begegnen.